# Jugement particulier

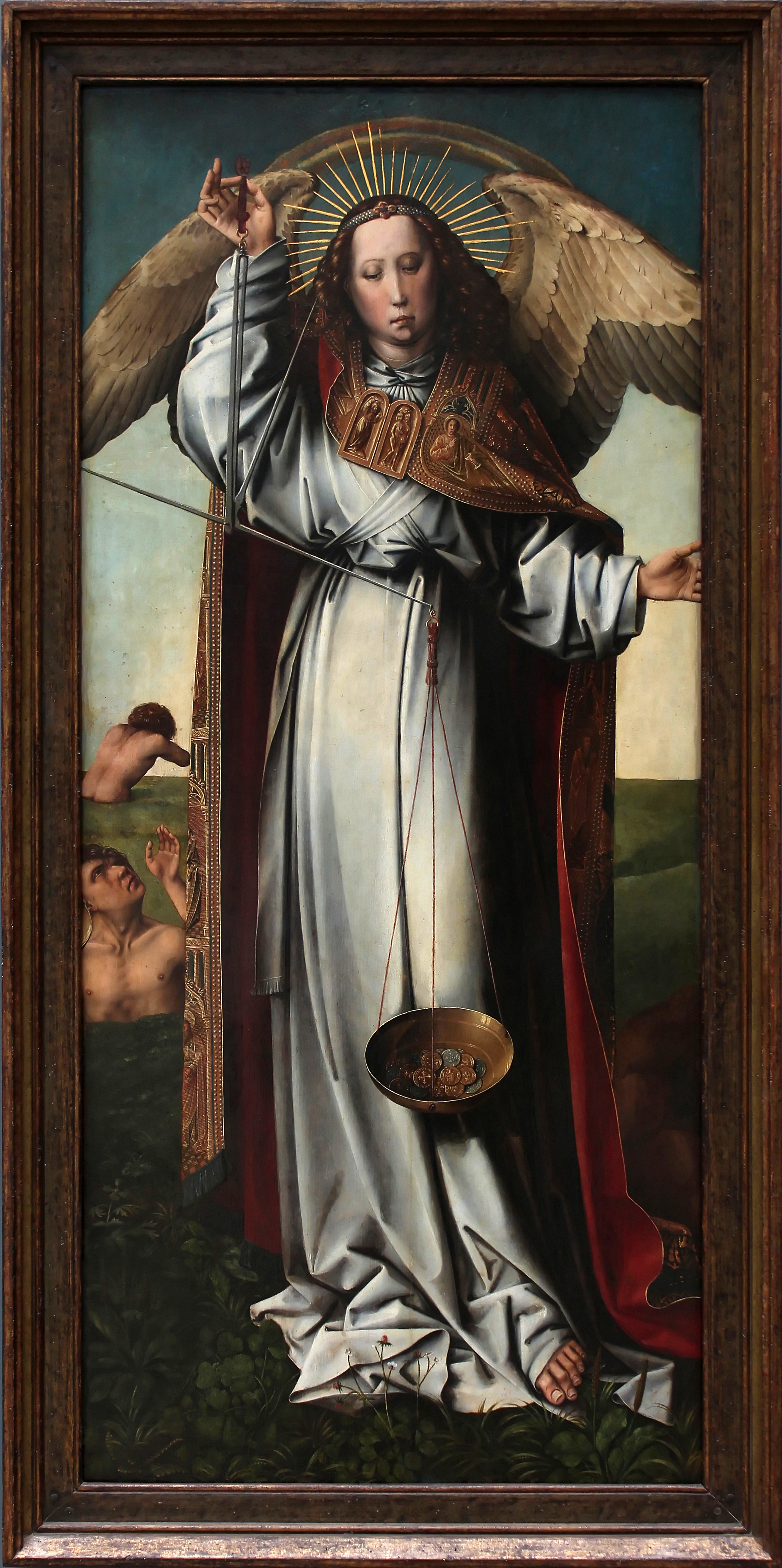
Dans l'iconographie chrétienne traditionnelle, l'archange Michel procède à la pesée des âmes. Peinture de Colijn de Coter, v. 1510.

Le jugement particulier est un article de foi de la théologie catholique selon lequel, dès l'instant de la mort, Dieu statue sur le sort de chaque âme en fonction de ses actes passés, de ses intentions et de sa relation avec lui. Ce jugement peut être temporaire, contrairement à la sentence définitive prononcée lors du Jugement dernier.
Lors du jugement particulier, Dieu dirige l’âme soit vers le paradis, destiné aux âmes justes qui n’ont pas besoin de purification et accèdent immédiatement à la béatitude éternelle, soit vers le purgatoire, état transitoire des âmes qui, bien qu’étant mortes en état de grâce, doivent encore être purifiées des conséquences de leurs péchés au cours d'un processus qui les prépare à entrer pleinement dans la béatitude du paradis. soit encore vers l’enfer, lieu de séparation réservé aux âmes qui rejettent Dieu et refusent de se repentir. Ces trois possibilités sont dues à la justice et à la miséricorde divines, qui tiennent compte du libre arbitre de chacun.

## Présentation de la doctrine
La doctrine du jugement particulier se fonde notamment sur l'Épître aux Hébreux (9:27) : « Il est réservé aux hommes de mourir une seule fois, après quoi vient le jugement. » Elle appartient au dépôt de la foi de l’Église catholique.
Le jugement particulier a lieu à l’instant même de la mort. Il plonge le défunt dans la vérité de Dieu, par laquelle son âme immortelle se juge elle-même en fonction de ses actes : tout ce que le défunt a pensé, a désiré, a dit, a accepté, a refusé, lui est dévoilé. 
Cependant, ces actes ne s'achèvent pas nécessairement au moment de la mort physique : encore faut-il que leurs ultimes conséquences aient elles-mêmes pris fin, ce qui ne sera possible qu'à la fin des temps et selon les termes du Jugement dernier. Joseph Ratzinger écrit à ce propos : « Bien que la mort fixe la vérité définitive de tel homme, il y aura quelque chose de nouveau quand le monde cessera de souffrir de toute faute, quand donc, pour ainsi dire, toutes les conséquences des actes de cet homme seront tirées, quand sa place dans l’ensemble sera enfin définitivement fixée. Ainsi, pour l’individu, la fin de tout n’a rien d’extérieur à lui, c’est au contraire une réalité qui le touche au plus intime de lui-même. »
Cette distinction entre le jugement particulier (individuel) et le Jugement dernier (universel) est exposée par Augustin ainsi que par Thomas d'Aquin. Or l’existence de deux jugements, le premier au moment la mort, le second à la fin des temps, ne va pas sans poser problème, car Dieu ne juge pas deux fois, comme l'écrit Thomas d’Aquin. Ce dernier explique dans la Summa Theologiae (III, 59, 5) que ces deux jugements sont complémentaires : chaque être humain étant à la fois un individu et une partie de l'humanité, il est jugé par un double tribunal. Le premier jugement, individuel, concerne l’âme séparée du corps ; il est prononcé à l'instant de la mort, mais uniquement en ce qui concerne l'âme. Le verdict et la sentence du second jugement portent sur la totalité de la personne, lors de la réunion de l’âme et du corps ressuscité, en tant que partie de l'ensemble du genre humain.

## Catéchisme de l’Église catholique
Le Catéchisme de l’Église catholique s'appuie sur différents textes du Nouveau Testament ainsi que sur le Catéchisme du concile de Trente  dans sa définition de la rétribution des âmes :

« La mort met fin à la vie de l'homme comme temps ouvert à l'accueil ou au rejet de la grâce divine manifestée dans le Christ (cf. 2 Tm 1, 9-10). Le Nouveau Testament parle du jugement principalement dans la perspective de la rencontre finale avec le Christ dans son second avènement, mais il affirme aussi à plusieurs reprises la rétribution immédiate après la mort de chacun en fonction de ses oeuvres et de sa Foi. La parabole du pauvre Lazare (cf. Lc 16, 22) et la parole du Christ en Croix au bon larron (cf. Lc 23, 43), ainsi que d'autres textes du Nouveau Testament (cf. 2 Co 5, 8; Ph 1, 23; He 9, 27; 12, 23) parlent d'une destinée ultime de l'âme (cf. Mt 16, 26) qui peut être différente pour les unes et pour les autres. »

« Chaque homme reçoit dans son âme immortelle sa rétribution éternelle dès sa mort en un jugement particulier qui réfère sa vie au Christ, soit à travers une purification (cf. Cc. Lyon: DS 857-858 ; Cc. Florence : DS 1304-1306 ; Cc. Trente : DS 1820), soit pour entrer immédiatement dans la béatitude du ciel (cf. Benoît XII : DS 1000-1001 ; Jean XXII : DS 990), soit pour se damner immédiatement pour toujours (cf. Benoît XII: DS 1002). »

Le Catéchisme de l’Église catholique conclut ce chapitre par ces mots :

« Au soir de notre vie, nous serons jugés sur l'amour (S. Jean de la Croix, dichos 64). »